# Manfred Schilder

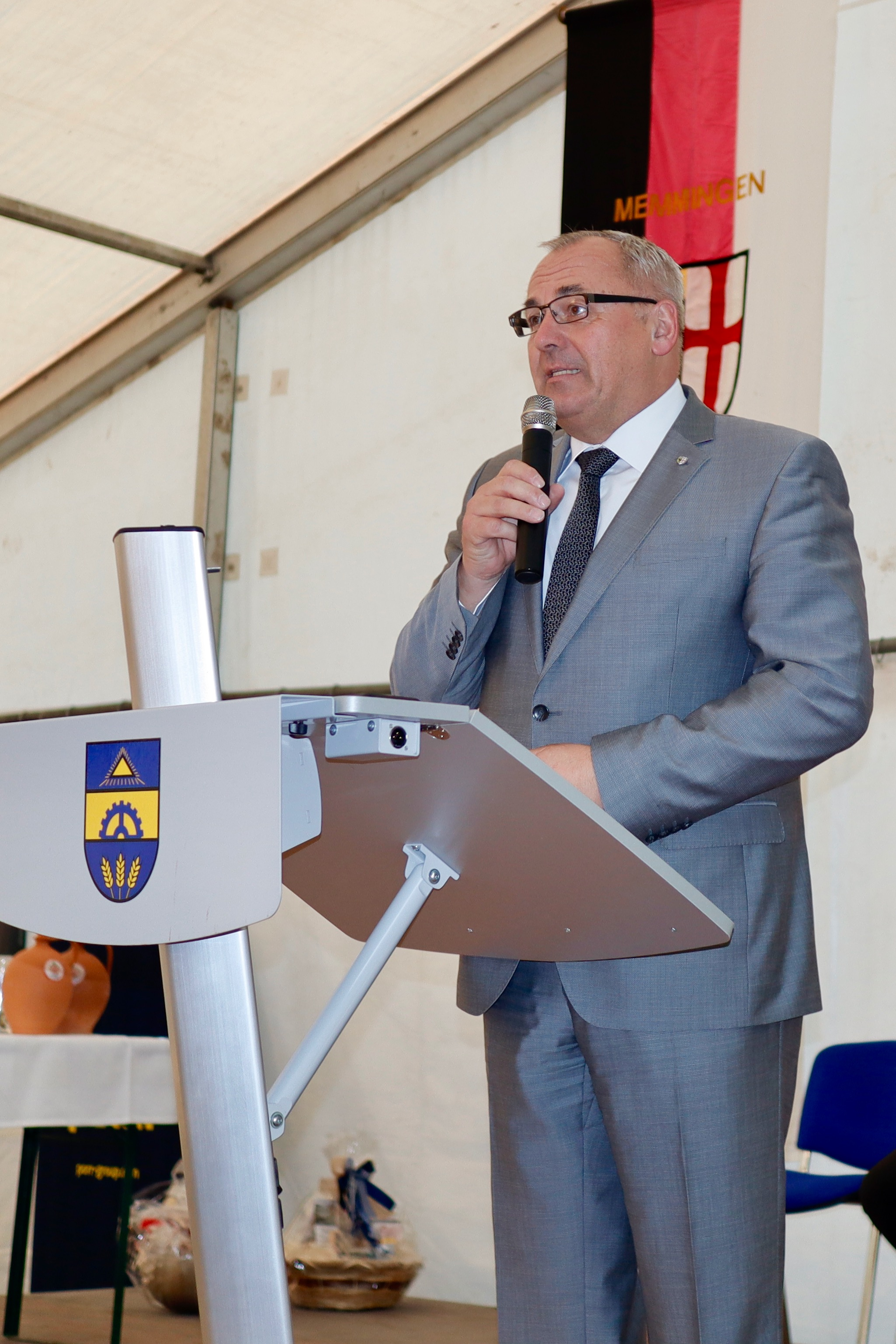
Manfred Schilder (2019)

Manfred Schilder (* 4. Januar 1958 in Memmingen) ist ein deutscher Politiker und ehemaliger Oberbürgermeister der schwäbischen Stadt Memmingen. Er gehört der CSU an.

## Leben
Manfred Schilder wuchs im schwäbischen Memmingen in Bayern auf. Er besuchte von 1964 bis 1968 die Volksschule Memmingen und anschließend das Bernhard-Strigel-Gymnasium bis zur Mittleren Reife 1975. Danach besuchte er die Fachoberschule Memmingen, die er 1977 mit der Fachhochschulreife abschloss. An der Universität der Bundeswehr in München studierte er Betriebswirtschaft und schloss das Studium als Diplom-Betriebswirt (FH) ab. Bis 1989 war er Kompaniechef einer Panzergrenadierkompanie bei der Bundeswehr. 1989 wechselte er zur Memminger Brauerei und war dort Abteilungsleiter Finanzbuchhaltung und Controlling bis 1994. Von 1995 bis 1997 war er als selbständiger Unternehmensberater und Trainer tätig. Zur Industrie- und Handelskammer Schwaben wechselte er 1997 als Regionalgeschäftsführer. Am Flughafen Memmingen war er von 2008 bis 2011 kaufmännischer Geschäftsführer. Von dort ging er zurück zur Industrie- und Handelskammer Schwaben, wo er Regionalgeschäftsführer für den Bereich Allgäu war.
Schilder wurde bei der Kommunalwahl 2014 in den Stadtrat Memmingen gewählt. Am 19. März 2017 wurde er mit 51,54 % und 474 Wählerstimmen mehr als sein Konkurrent Friedrich Zeller von der SPD zum Oberbürgermeister der Stadt Memmingen gewählt. Zwei Monate später wurde er zum Vorsitzenden des länderübergreifenden Regionalverbandes Donau-Iller gewählt. Bei der Wahl am 5. März 2023 unterlag er bereits im ersten Wahlgang mit einem Stimmenanteil von 38,3 % seinem sozialdemokratischen Herausforderer Jan Rothenbacher, der sich mit 55,4 % durchsetzte.
Manfred Schilder ist seit 1983 mit Karin Schilder verheiratet und hat mit ihr zwei erwachsene Kinder. Er lebt im Memminger Ortsteil Hart.